# Ronwyn Roper
Pour les articles homonymes, voir Roper.
Ronwyn Roper, née le 29 juillet 1987, est une nageuse sud-africaine.

## Carrière
Aux Championnats d'Afrique de natation 2010 à Casablanca, Ronwyn Roper obtient la médaille de bronze du 50 mètres brasse.